# Torre Mirona (Girona)
La Torre Mirona és un castell-palau gòtic amb una destacada torre de defensa a l'oest del terme municipal de Girona prop del curs del Galligants. Les diverses reformes modernes i contemporànies possiblement han modificat notablement els espais exteriors i interiors, on hi hauria un clos original del qual en romanen poques parts.
Actualment el conjunt d'edificacions componen un conjunt tancat al voltant d'un pati amb dos nivells, on l'edifici principal se situa a l'oest, la torre de defensa, originalment exempta, al nord, un mur de tanca al sud on hi ha la porta d'accés al pati, i dues edificacions menors i un tram d'un mur de tanca a l'est, sector possiblement més modificat.
L'edifici principal és un palau gòtic, possiblement d'entre els segles XV i XVI, de planta baixa i dos pisos, que conserva diverses portes i finestres gòtiques i d'altres de posteriors. Hi ha nombroses espitlleres a totes les façanes, fins i tot en la que dona al pati interior i hi destaca el perímetre original amb merlets, avui tapiats, de mantellet a la façana sud. A l'interior es conserven diverses estructures originals gòtiques o fins i tot anteriors, com accessos tapiats i voltes de canó.
El pati sembla haver estat molt modificat en època moderna, mostrant actualment dos nivells separats per un mur de contenció amb arcs escarsers. El clos que hauria actua com a mur defensiu original es conserva especialment en el sector on sud, on hi ha dues espitlleres, mentre que per l'est sembla haver estat modificat per la construcció del edificis emprats per usos agrícoles.
La torre és de quatre pisos, molt ben conservada, amb un parament treballat de carreus repicats i amb cadena cantonera. La planta és quadrada, aproximadament de 5 metres per costat. Conserva importants elements defensius en totes les façanes i destaca el coronament de merlets amb permòdols per mantellets en tot el perímetre, presentant-ne tres a cada una de les façanes. A la façana est, on els merlets estan tapiats, disposa la torre d'un tronera; a la façana nord hi ha dues troneres espitllerades, al primer i segon pis; a la façana sud també hi ha espitlleres i finestres de llinda plana i, possiblement, no coetànies a la torre, amb troneres espitllerades; a la façana oest destaca una lladronera en el segon pis. La planta baixa actual havia estat la capella, de la que en resten els arrancaments de volta gòtics motllurats. La construcció de la torre, pel parament visible, és probablement anterior a l'edifici principal.
A l'interior de la torre es conserven dues llindes amb les dates 1595 i 1668.